# Месхетски масив
 Месхетски масив  је део планинског венца Малог Кавказа. Повезује Велики кавкашки гребен са североисточним делом малог Кавказа и одваја западно од источног Закавказја. 
Простире се око 150 km у дужини, почев од обале Црног мора у регији Аџарија па све до Боржомске клисуре на реци Кури. Укупна дужина пута од аџаријске престонице Батуми до реке Суре је 207 km. Технички, ово је најлакши начин да се путује дуж планинског подручја. Највиши врх Меписцкаро висок је 2850 m.

## Геологија
Месхетски масив има улогу вододелнице између басена реке Риони на северу, реке Аджарисцкали на југу и реке Куре на југоистоку. Геолошки масив је сачињен од вулканских и морских седиментних стена, које су претежно конгломератне и карактерише их променљиви литолошки састав – најчешће се смењују минералне стене шисти, туфи и андезит. Готово свуда се срећу и крашке творевине.
У неким деловима постоји локална магнетна аномалија. На крајње западном делу магнетна деклинација се креће од -1 до + 20 степени.

## Вегетација
Месхетски масив служи као баријера за обилна испарења Црног мора. Због тога су учестале кише на западним падинама масива – од 1000 – 2500мм годишње, нарочито у јесен и зиму. Због обилних падавина расту бујне четинарске и листопадне шуме буке, граба и других врсти. На већој надморској висини, површина масива је прекривена алпским ливадама, које су у топлим временима одлични пашњаци.